# إل جي أوبتيموس L7
إل جي أوبتيموس L7 (بالإنجليزية: LG Optimus L7)‏ هو هاتف ذكي من مجموعة إل جي يعمل بنظام أندرويد تم الكشف عنه في مارس 2012، تم طرحه في الأسواق في يوليو 2012.

## الخصائص
- نظام التشغيل: أندرويد
- الكاميرا الأمامية: VGA
- الكاميرا الخلفية: 5.0 ميجابكسل
- الشاشة: إل سي دي 480×800
- الوزن: 122 غرام
- المعالج: 1 جيجا هرتز
- الذاكرة: 512 ميجابايت
- التخزين: 4 جيجابايت